# José Domingo Laso

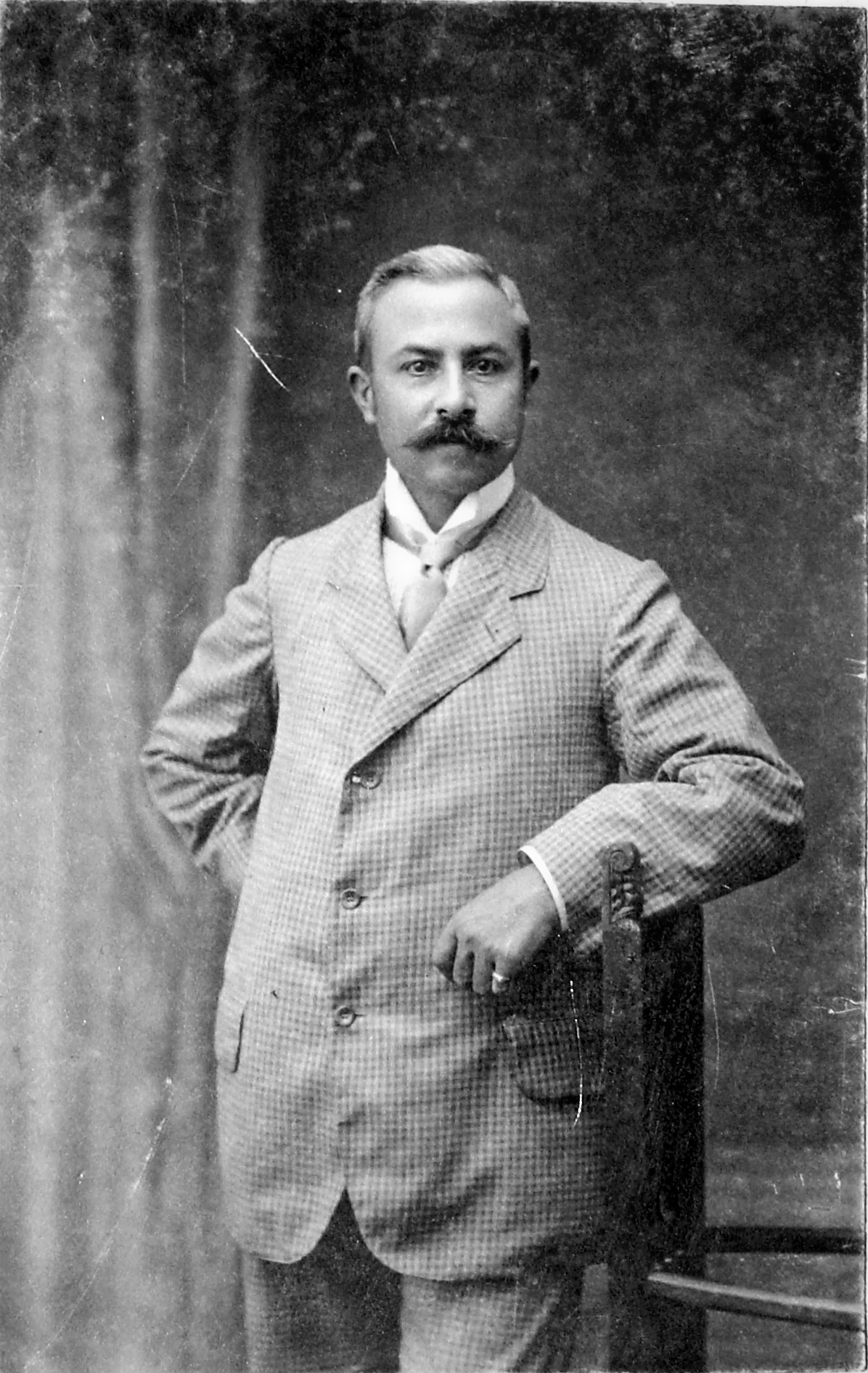
Retrato del fotógrafo José Domingo Laso realizado en la ciudad de Paris. Circa 1908

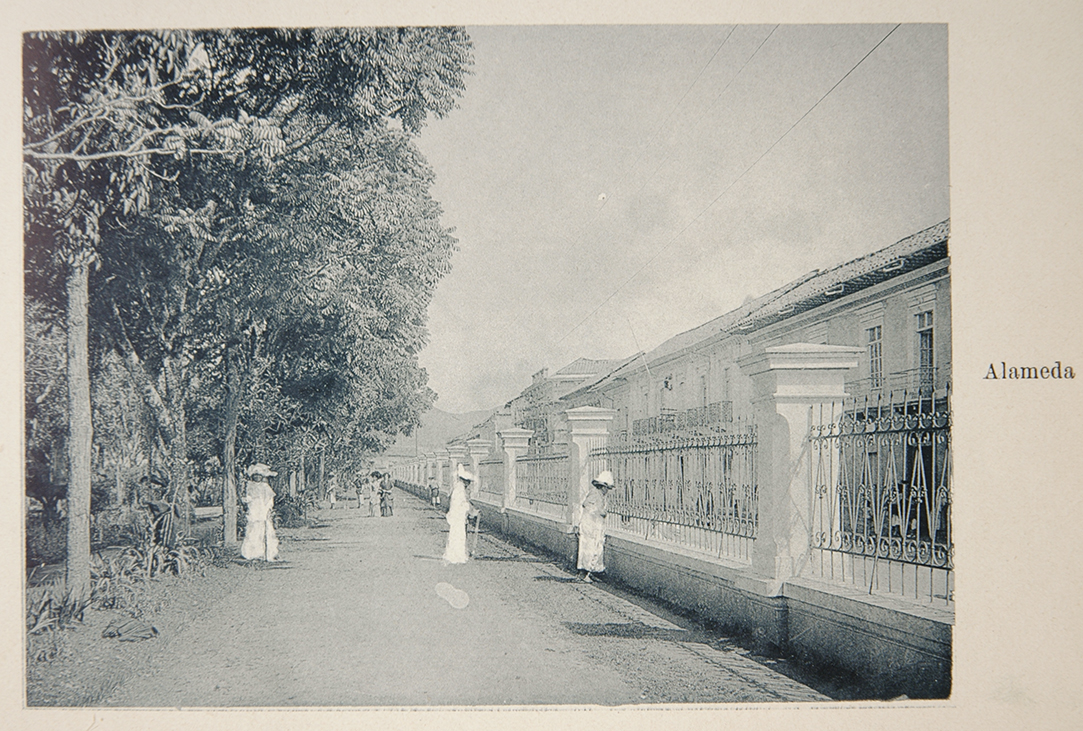
Indígenas borrados y suplantados en una fototipia de inicios del en Quito. Publicada en Recuerdos de Quito, álbum fotográfico de José Domingo Laso.

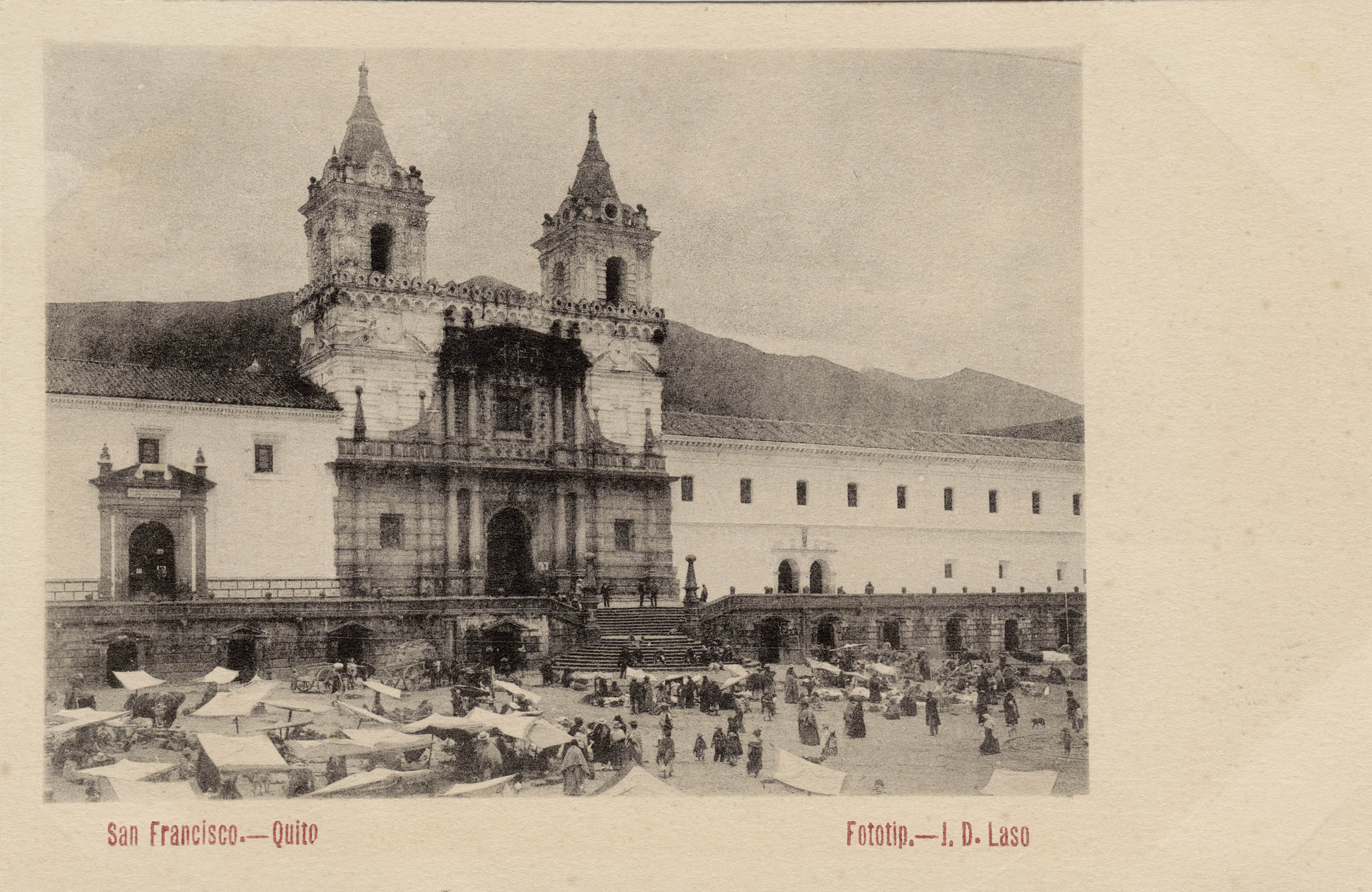
Postal de José Domingo Laso. Fototipia de la Plaza de San Francisco. Circa 1904

José Domingo Laso López (Quito-Ecuador, 12 de enero de 1870-6 de mayo de 1927) fue un fotógrafo, impresor, tipógrafo y artista gráfico. Conocido por publicar cinco libros de fotografía entre 1911 y 1924, álbumes de vistas que mostraban imágenes de los principales edificios civiles y religiosos de la ciudad de Quito; también por su trabajo como retratista de la élites blanco mestizas quiteñas. En 1909 impulsó la edición de La Ilustración Ecuatoriana, una de las primeras revistas en el Ecuador en acompañar sus artículos con fotografías. Además, como impresor fue uno de los iniciadores del negocio de la tarjeta postal ilustrada en el Ecuador; diseñó una tipografía modernista para sus publicaciones, colaboró muy de cerca con la naciente Academia Nacional de Historia, fue becado por el gobierno del presidente Eloy Alfaro (1842-1912) para estudiar fotograbado en Francia y España; fue parte del equipo científico que elaboró el proceso canónigo que certificó el Milagro de la Virgen de la Dolorosa del colegio San Gabriel en 1906 y realizó álbumes antropométricos que pertenecieron al historiador, arqueólogo y coleccionista ecuatoriano Jacinto Jijón y Caamaño.

## Biografía
José Domingo Laso López nació en Quito en 1870. Queda huérfano de padre muy temprano y a cargo de su Madre Josefina López. Su padre, Tomás Laso Acosta, fue hijo de José María Laso, abogado guayaquileño radicado en Quito, consultor en derecho canónico  y muy amigo del padre Vicente Solano. Fue senador  por la provincia del Guayas.
Tomás Laso fue el encargado de administrar los bienes y haciendas de la familia. En una carta escrita por Luis Eduardo Laso Iturralde, hijo de José Domingo, a su nieto, en un intento por recuperar una memoria desvanecida, escribe: mi abuelo paterno tuvo tres hermanos y tres hermanas, abogados él, y dos de sus hermanos y el otro médico. Se llamaba Tomás y manejaba una hacienda propiedad de la familia y su afición a la agricultura le hizo adquirir otra propiedad en el Oriente. Para iniciar los trabajos en la Selva Oriental se trasladó al Oriente, donde contrajo una fiebre con la que murió dejando a sus dos hijos todavía criaturas.  Los hermanos y hermanas sobrevivientes creyeron que la compra de la segunda propiedad, que parece la hizo sin el consentimiento de los hermanos, le había impedido manejar con eficiencia la primera hacienda y que las perdidas incurridas debía cargarse a  la parte que le correspondía de los bienes de familia que consistían en una casa en Quito y la hacienda en Chillogallo. En una palabra, mi abuelita, es decir la viuda y sus hijos (José Domingo y Victoria) no recibieron un centavo de herencia. Mi abuelita paterna desheredada y con dos criaturas se refugian en casa de una hermana suya casada con un señor Baquero. Aunque mi abuelita y mí tía tuvieron morada, tejiendo y bordando, ganaban el pan de cada día.
José Domingo Laso estudió desde el primer grado hasta cuando tuvo 12 años en la escuela de los hermanos Cristianos del Cebollar, “en su niñez perteneció al grupo de niños más pobres”. De su condición económica será consciente desde muy pequeño y le llevaría a trabajar desde muy joven. Una anécdota contada por su hijo Luis Eduardo aclara las razones íntimas y personales que lo llevaron a involucrarse con los oficios de las artes gráficas: la única ceremonia a la que faltó cuando terminaba la escuela, fue a la de su graduación. Refiriéndose a ella nos contaba que la ceremonia de entregarles su diploma de que habían terminado con éxito la instrucción primaria, se verificaba con cierta solemnidad. Asistían un representante del ministerio de Educación y los Padres de Familia. Nos decía que pocos días antes de su graduación, su profesor, anticipándoles detalles de la ceremonia, les sugería que los que puedan vengan con traje nuevo. Mi padre, que había quedado huérfano desde muy tierno, transmitió este pedido a mi abuelita, la que le dijo que no se preocupara porque ella le arreglaría un traje nuevo, y 48 horas le probaba si el traje nuevo le quedaba bien. Fui ahí que se dio cuenta de que mi abuelita había recortado un vestido de mi abuelo tratando de adaptarlo a su tamaño. Agrego mi padre que cuando se acercó al espejo y vio que con el nuevo traje parecía un mamarracho, comprendió que mi abuelita carecía de los medios económicos para comprarle un vestido nuevo. Entonces fui a la escuela y le expliqué al Profesor que me excusara de asistir a la ceremonia final, decía, pero le pidió que le entregara su certificado de graduación pues pensaba ir inmediatamente a buscar trabajo para ayudar a su madre. El profesor no solo justificó el pedido de José Domingo Laso sino que al certificado acompañó una recomendación especial al Director de la Escuela de Artes y Oficios dirigida por los Salesianos.  Empezó a trabajar en la imprenta y, para 1897, llegaría a ser Maestro de Tipografía y administrador. En esos años conoce a un padre Salesiano italiano “que le comenzó a prestar libros y a interesarle, además de la imprenta, en otras artes gráficas, la fotografía y el fotograbado”. No sabemos nada sobre aquel maestro salesiano que le introdujo en otras artes gráficas pero la referencia nos habla claramente del rol crucial que tuvieron los religiosos en la formación de José Domingo Laso. 
Mi padre, tan pronto como comenzó a trabajar compartía con mi abuelita el fruto de su trabajo. Cuando ganaba lo suficiente se casó con Delina Iturralde.  Si mi padre fue pobre, lo mismo sucedía con la familia de mi madre: mi abuelita materna Adelaida Iturralde se había casado con un primo del mismo apellido y se había quedado viuda muy joven, con un hijo y una hija. A mi mamá la bautizaron con el nombre de Delina María y por una serie de retratos de ella que tu hermanita María los ha reunido en un álbum, verás que se trataba de una mujer muy bonita. Había nacido en Latacunga, provincia de Cotopaxi, pero decidieron ir a vivir en Quito, donde mi Padre la conoció y se casaron. Toda la familia Iturralde era oriunda de la provincia de Cotopaxi.
Si la influencia de los salesianos en el oficio lo llevó hacia la fotografía, serían en buena medida su matrimonio con Delina Iturralde Iturralde,  prima del pintor Juan León Mera Iturralde; de Eugenia Mera Iturralde quien se casó con José Gabriel Navarro y de Ángel de Jesús Iturralde quien fue tipógrafo e impresor y durante muchos años estuvo a cargo de la imprenta municipal y su encuentro con el geógrafo Augusto Martínez, el que lo vincule con los círculos sociales, científicos y académicos en Quito a pesar de su inicial condición económica desfavorable. Algunos años después, una vez que José Domingo inaugurara su propio taller de fotografía y fototipia, habrá un verdadero cruce, circulación, intercambio y movimiento de fotografías entre Augusto Martínez y José Domingo Laso. Algunas de las primeras tarjetas postales que imprime en su taller contienen fotografías de paisajes del Ecuador que fueron realizadas por Martínez en sus viajes exploratorios.  

Un nuevo Taller de Fotografía  se inaugura en Quito 1899
“Le oí alguna vez a mi Padre que en su juventud no había sino un fotógrafo profesional en Quito que se llamaba Camilo Pérez. Este parece que era hombre de edad avanzada y que había perdido mucho entusiasmo por su trabajo. De ahí que vio en la fotografía una profesión, pero siguió aprendiendo la fototipia y el fotograbado”. En 1899, dos años después de “la explicación” que Laso difundiera en contra de las acusaciones de sedición, inaugura su propio taller de fotografía. “Fotografía Laso”. Ubicado primero en la Carrera Bolívar N12, se instala definitivamente en el centro económico de la capital, en la Carrera Venezuela N49, entre la calle de las Escribanías (actual Chile) y la calle Mejía.   Como cualquier otro estudio de la ciudad, el trabajo principal consistía en la realización de cartes de visite  y retratos de la burguesía local, de las autoridades religiosas y políticas como el del Arzobispo de Quito González Suárez o el del Presidente Eloy Alfaro pero  también de los círculos culturales y literarios.
La cercanía de Laso con la producción literaria lo llevó a vincularse con escritores, historiadores y periodistas. En aquellos años, litografía, fototipia y fotograbado estaban estrechamente ligados a las nuevas formas de concebir la literatura. Celiano Monge, en la presentación de la revista La Ilustración Ecuatoriana, fundada por Laso en 1909, señalaba que la influencia recíproca entre el grabado y la fotografía constituyen en nuestros días la más hermosa manifestación de la cultura literaria. 
En febrero de 1909 aparece por primera vez la revista la Ilustración Ecuatoriana.  Una revista quincenal, de Ciencias, Artes y Letras, que se autodefinía como moderna. Fue una de las primeras en publicar permanentemente fotograbados con reproducciones de pinturas, caricaturas y fotografías. Fue fundada por José Domingo Laso, Celiano Monge, Enrique Ródenas y el editor y librero Roberto Cruz.  Durante los dos años que la revista circuló en Quito fueron también sus editores  Isaac Barrera, Nicolás Jiménez, Alfonso Moscoso y Cristóbal Gangotena. Pocos meses después, estos intelectuales, historiadores y periodistas fundarían, junto al Arzobispo de Quito Federico González Suárez, la Sociedad Ecuatoriana de Estudios Históricos el 7 de julio de 1909. El primer director de la Ilustración Ecuatoriana, el historiador Celiano Monge, describe así la nueva revista: desde hace algún tiempo hemos acariciado del pensamiento de fundar en Quito una Revista, que en lo posible reúna las condiciones modernas que le hagan aceptable bajo el punto de vista artístico y literario. Para nuestro propósito entraban en cuenta los valiosos elementos que pueden proporcionarnos tanto la Escuela de Bellas Artes como los Establecimientos particulares de los señores José Domingo Laso y Enrique Ródenas; pues una Revista sin el prestigio e interés que comunican las ilustraciones de litografía, fototipia  y fotograbado, de fotograbado sobre todo, no llega a ser en los tiempos que alcanzamos la rival de libro y las colecciones de versos. 
Una nota aparecida en la revista de la Escuela de Bellas Artes apunta “en el curso de 1908 a 1909 se establecerá la clase de fotograbadobajo la dirección del profesor señor José Domingo Laso, quien, con el objeto de perfeccionarse en el ramo, salió para Europa contratado por el supremo Gobierno, con la obligación expresa de regresar dentro del termino de medio año, para implantar dicha sección en la Escuela” . Sin embargo en el testimonio de su hijo hay no solo una referencia a Francia sino a España: “años más tarde, con sus ahorros logró hacer un viaje a Europa. Visitó Francia y España y en este último país, consiguió trabajo en la Casa Editorial Espasa, donde vio ya maquinarias avanzadas y métodos de trabajo más modernos. Fue ahí donde aprendió el fotograbado”.
Sin embargo, este viaje tuvo una importancia capital para José Domingo Laso. La incorporación de nuevas tecnologías de reproducción de imágenes y su vinculación con la escuela de Bellas Artes le permitieron, por un lado, incursionar en la producción de libros y revistas y, por otro, relacionarse directamente con el pensamiento  y la práctica artística que, bajo la tutela del catalán Víctor Puig primero, y luego de José Gabriel Navarro, se estaba desarrollando desde la Escuela de Bellas Artes.
A su regreso de Europa comenzó a hacer fotograbados ya que logró aprender en España, donde – como digo – logró adquirir trabajo. Sus ahorros le sirvieron para traer los elementos  indispensables para un pequeño taller pero como no había ninguno en el Ecuador, sus clichés no tenían clientes porque los periódicos nunca llevaban ilustraciones. Para que no se dañaran ácidos y otras sustancias químicas que había traído, tuvo que fundar una revista a la que le llamó “ La Ilustración Ecuatoriana”. Él dirigía la parte gráfica y para la Sección Literaria pidió el concurso de distinguidos intelectuales de ese tiempo.

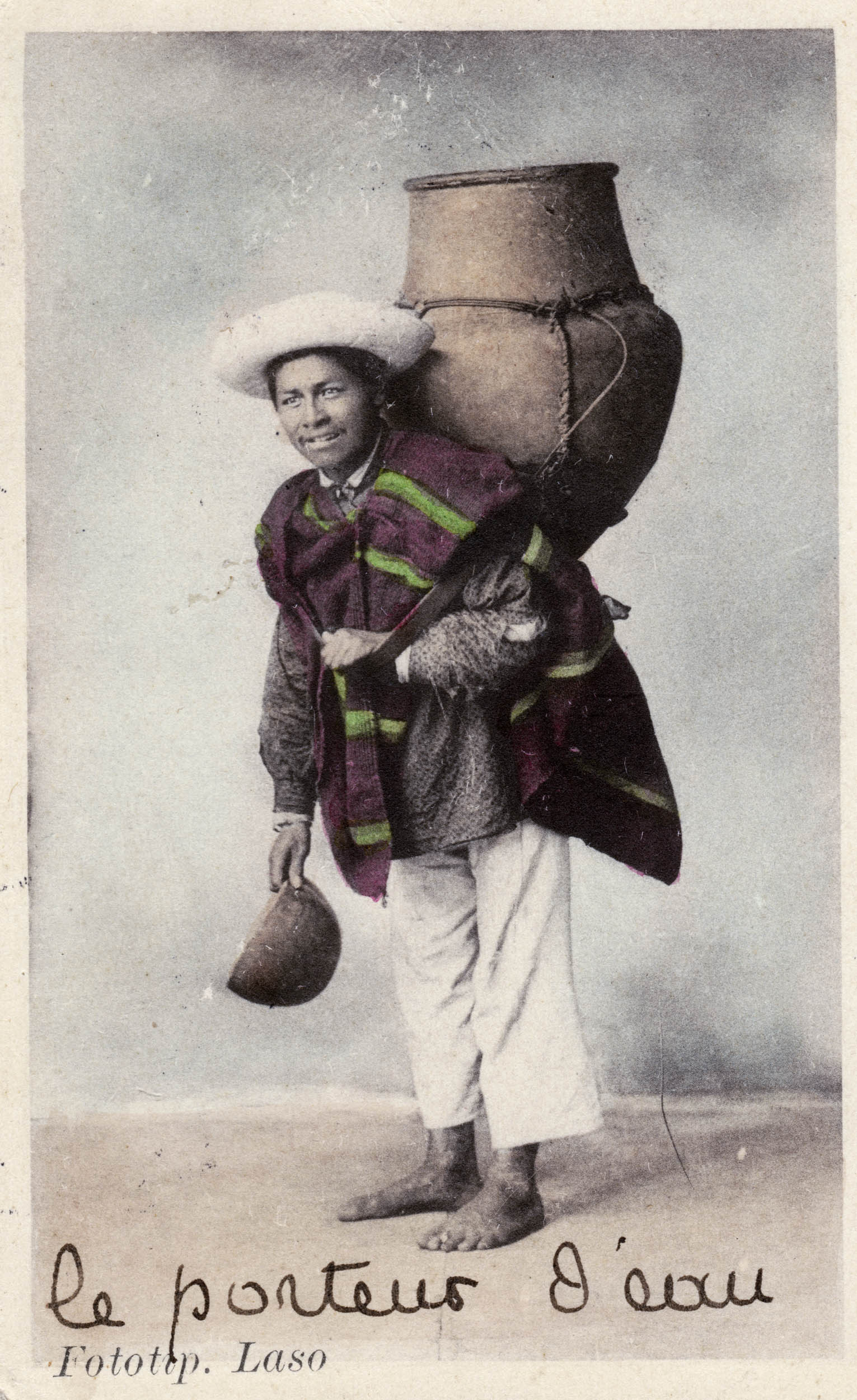
Postal Alrededores de Quito. Costumbres de indios. Aguador. Tarjeta postal iluminada con inscripción en francés

José Domingo Laso, becado por el Gobierno de Eloy Alfaro, regresa de su viaje para hacerse cargo de la clase de fotograbado. En el Informe presentado por el director de la Escuela, Víctor Puig, correspondiente al año escolar de 1908 a 1909, se indica “Respecto a la clase de fotograbado, para la cual se contrató al Sr. José Domingo Laso, debo exponer, que, dicho señor está dispuesto a cumplir su compromiso y solo espera que la Escuela tenga los materiales necesarios y respectivo local para tomar posesión de su puesto”. Laso participa en el proceso de refundación de la Escuela de Bellas Artes dado a partir de 1904.  Aquella refundación se enmarcaba en el proyecto político Liberal, como el primer esfuerzo de institucionalización del arte a principios de siglo en el país y respondía a la necesidad de  instauración de un sistema moderno de arte y cuyo principio general se basaba en la diferenciación de las bellas artes de la artesanía, las artes mecánicas y las industriales.   En el mismo informe presentado por Puig, este anota “ Bien conocida es la protección que ha dispensado el Supremo Gobierno a esta Escuela y no dudo que, considerando el Fotograbado como factor importante en las artes industriales, prestará en esta ocasión el mismo apoyo, ya que el Fotograbado figura en el Plan General de la Enseñanza de la Escuela” (Puig, 1906).

Postales romantizadas, libros e indígenas eliminados de la imagen
Sin duda lo que llama en extremo la atención, además de su oficio, la gran cantidad de imágenes que realizó y su recorrido como imaginero de la ciudad a principios del siglo XX, es la compleja elaboración discursiva de sus fotografías. En las tarjetas postales catalogadas en tres grandes grupos: paisajes rurales, paisajes urbanos y tipos indígenas, las imágenes de las postales muestran un indígena romantizado. Junto a esta representación, y como aparente contradicción, en sus libros sobre Quito, particularmente los tres primeros que editó junto al librero y maestro Roberto Cruz, de las fotografías impresas están ausentes los indígenas. Esa ausencia no se debe a un acto fotográfico en el que los espacios fueron vaciados el momento de la toma fotográfica sino que responde a una intervención posterior sobre la placa de impresión: los indígenas fueron borrados, literalmente, de las fotografías sobre Quito. De hecho José Domingo Laso y Roberto Cruz invitan explícitamente al lector, en el prefacio de la primera entrega del libro Quito a la Vista de 1911, a prestar atención a la ausencia de indígenas en las fotografías. Así, a primera vista, el conjunto de  fotografías realizadas por Laso se presentan como una aparente contradicción, entre ocultamiento y manifestación y en donde parecería condensarse una práctica de la fotografía como la construcción de una discriminación visual que excluye de la representación a los Otros.

## Publicaciones
- Quito a la Vista. Primera y segunda Entrega. Quito. Talleres de tipografía Laso. 1911
- Recuerdos de Quito. Quito.Talleres de tipografía Laso. 1912
- Álbum de Quito. Primera Entrega. Quito. Talleres de tipografía Laso. 1914
- Quito homenaje al heroico pueblo de Guayaquil. Quito. Talleres de tipografía Laso. 1922
- Monografía Ilustrada de la provincia de Pichincha. Quito. Talleres de tipografía Laso. 1924

## Distinciones
- Mención (premio, año)
- Otra mención (premio, año)